# Земо Еркеті
Земо Еркеті (груз. ზემო ერკეთი) — село в Грузії.
За даними перепису населення 2014 року в селі проживає 216 осіб.